# 地心歷險記
《地心游记》 是法国小说家儒勒·凡尔纳的小说，于1864年出版，被认为是科幻小说经典之一，也多次被改编成电影与电视剧，包括2008年上映的3D电影《地心冒险》。

## 劇情
1863年五月，德國漢堡的地質學家李登布洛克教授在一本古本編年史中，發現了一封密碼信，經過多日的解讀後，得知該信是一個冰島的煉金術士所寫，信中表示冰島的其中一個火山口能通往地心，教授得知後隨即帶同侄子阿克賽爾出發。在路上，他們在冰島上聘請了一名當地的導遊漢斯，三人千辛萬苦終於跟隨前人的足跡從冰島的史奈非捷酷爾火山下去到火山底部，他們沿著熔岩的通道前進，在地底中發現了一個巨大的海，海岸生長了超巨型的植物，而海底裡更生存了第二紀的古生物，他們又發現了古人類的骸骨。繼續前行的途中，他們遇到巨石的阻礙，他們使用炸藥炸開通道，但亦在海岸炸開一個缺堤，三人隨海水沖到更深的地底。不過激烈的震動引發了火山爆發，他們被火山的氣流噴出地底。回到地面時，他們已經身在意大利南部的史坦布利火山旁邊。

## 主要人物
- 奧托·李登布洛克：德國的地質學教授
- 阿克賽爾：李登布洛克的姪子
- 漢斯：李登布洛克叔姪聘請的向导
- 葛拉蓓（法语：Graüben）：阿克賽爾的未婚妻
- 瑪爾莎：李登布洛克的女僕

## 改編作品
- 1959年電影《地心歷險記（英语：Journey to the Center of the Earth (1959 film)）》，由詹姆士·梅遜和白潘（英语：Pat Boone）主演[1]。
- 2008年電影《地心冒险》，由布蘭登·費雪主演。
- 日本東京迪士尼海洋的遊樂設施「地心探險之旅」。